# 完美 (電視劇)
《完美》是一部中国大陆都市情感連續劇，共26集，由北京君为文化传播有限公司出品，导演为张建栋，编剧为吴海燕，於2005年播出。
故事围绕着律师佟言（王学兵）与设计师白璇（袁泉）之间的爱情，期间又穿插着陶殊磊（张博）与陈子欢（孙菲菲）之间的爱情。
有分离有重合，但始终充满着爱。

## 演员表
- 王学兵 饰 佟言
- 袁泉 饰 白璇
- 张博 饰 陶殊磊
- 孙菲菲 饰 陈子欢
- 蒋恺 饰 张明凯
- 原华 饰 萧为
- 刘琳 饰 小玲

## 外部連結
- 騰訊娛樂資料庫：《完美》